# Eupithecia marginata
Eupithecia marginata es una especie de polilla de la familia Geometridae. La especie fue descrita por primera vez por Otto Staudinger habiendo sido descrita en 1892, con distribución en Asia. El sintipo de la especie fue descrita en Yining, China.

## Distribución
E. marginata se encuentra desde Chipre a través del norte del Cáucaso (Daguestán), Armenia, Azerbaiyán, Irán, Afganistán, Uzbekistán, Tayikistán y Kirguistán hasta el sureste de Kazajistán (las montañas de Tien-Shan) y el noroeste de China en la región de Sinkiang.